# Toninia australis
Toninia australis är en lavart som beskrevs av Timdal. Toninia australis ingår i släktet Toninia och familjen Ramalinaceae.   Inga underarter finns listade i Catalogue of Life.